# Ocyptamus luctuosus
Ocyptamus luctuosus är en tvåvingeart som först beskrevs av Jacques-Marie-Frangile Bigot 1884.  Ocyptamus luctuosus ingår i släktet Ocyptamus och familjen blomflugor. Inga underarter finns listade i Catalogue of Life.